# Hans Erwin Hagedorn
Hans Erwin Hagedorn (30. ledna 1952 Eberswalde – 15. září 1972 Lipsko) byl sexuální násilník, sériový vrah dětí z Východního Německa. V tomto případu použili němečtí kriminalisté poprvé psychologický profil vraha. Po dopadení vraha byly provedeny rekonstrukce na místech činu a Hagedorn si zahrál sám sebe ve vzdělávacím dokumentu, který při té příležitosti vznikl. Hagedorn byl posledním popraveným člověkem v NDR (civilní trest smrti).

## Vraždy
Hagedorn byl kuchařský učeň v nádražní restauraci Mitropa. Dne 31. května 1969 Hagedorn zabil nožem dva 9leté chlapce v lese svého rodného města – Eberswalde. Obě oběti zemřeli v důsledku hlubokého řezu na krku. Těla chlapců byla nalezena až po dvou týdnech. Bylo zahájeno rozsáhlé vyšetřování. Bylo to poprvé v německé kriminální historii, kdy byl sestaven psychologický profil vraha. Profil sestavil berlínský psychiatr Hans Szewczyk. Ministerstvo státní bezpečnosti (Stasi) obdrželo dokumenty o západoněmeckém vrahu dětí Jürgenu Bartschovi. Podle Szewczyka mělo jít o homosexuálního a pedofilního sadistu. První šetření ale nepřineslo žádné výsledky. Vyšetřování bylo z politických důvodů vedeno v tajnosti. Když vyšetřovatelé nedokázali případ vyřešit, byl zkrátka uzavřen.
Po dvou letech Hagedorn zabil znova. Dne 7. října 1971 zabil 12letého chlapce, ve stejné oblasti a stejným způsobem, jakým zabil své první dvě oběti. Celý okres byl potom silně hlídán policejními silami. Dětem bylo povoleno opustit dům pouze v doprovodu rodičů. Také každé dítě muselo být přivedeno a vyzvednuto do a ze školy. Byla vytvořena vyšetřovací komise a byl opět přivolán na pomoc psychiatr Szewczyk. Komise měla nápad, který pomohl vyřešit celý případ. Bylo navrhnuto vyšetřit ve škole třídu po třídě. Objevila se výpověď chlapce, který tvrdil, že byl sexuálně obtěžován. Mělo se to odehrát rok před prvním vražedným útokem vraha. Chlapec o obtěžování mlčel z důvodů hanby. Ervín Hagedorn byl na základě této výpovědi uvězněn 12. listopadu 1971 a okamžitě byl obviněn ze tří vražd. Hagedorn se přiznal k sexuálně motivovaným vraždám. Vyšla najevo také informace, že se Hagedorn při učňovském výcviku, při porcování ryb choval zvláště brutálně.

## Dokumentární film
Hagedornovi zločiny byly replikovány na původních místech za účelem tvorby vzdělávacího dokumentárního filmu. Hagedorn hrál sám sebe v tomto dokumentu, oběti v dokumentu ztvárnily děti kriminalistů. Hagedorn při natáčení mimořádně spolupracoval. O činech mluvil bez viditelných emocí.

## Proces a poprava
Dne 15. května 1972 byl Hagedorn odsouzen k trestu smrti prvním trestním oddělením Okresního soudu Frankfurtu nad Odrou.
Ve verdiktu zaznělo, že „obžalovaný ztratil právo žít v naší humánní společnosti.“ Projednávání kasačního opravného prostředku potvrdilo rozsudek nižšího soudu. Žádost o milost, kterou podali rodiče vraha, byla zamítnuta předsedou Státní rady Walterem Ulbrichtem. Hagedornův otevřený projev (chladný opis skutečností) v dokumentu měl zásadní vliv na toto rozhodnutí.
Dvacetiletý Hagedorn byl 15. září 1972 popraven v Lipsku jednou střelnou ranou do týla. Popravčí byl Hermann Lorenz. Hagedornovo tělo bylo zpopelněno na jižním hřbitově v Lipsku a pohřbeno na neznámém místě. Zpráva o popravě byla v denním tisku pouze krátká.

## Místa spojená s případem

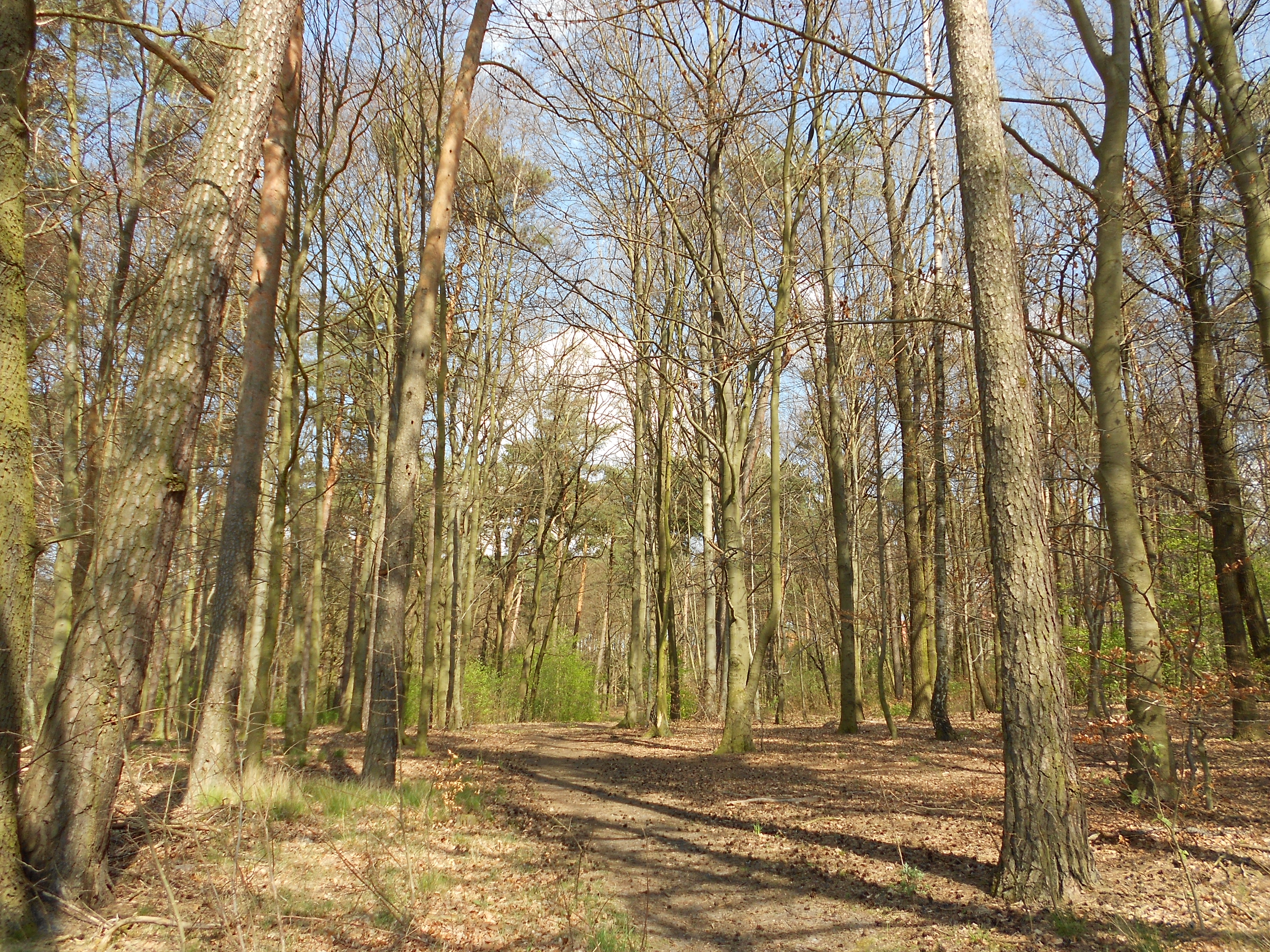
Les ve kterém se nalezly první oběti vraha
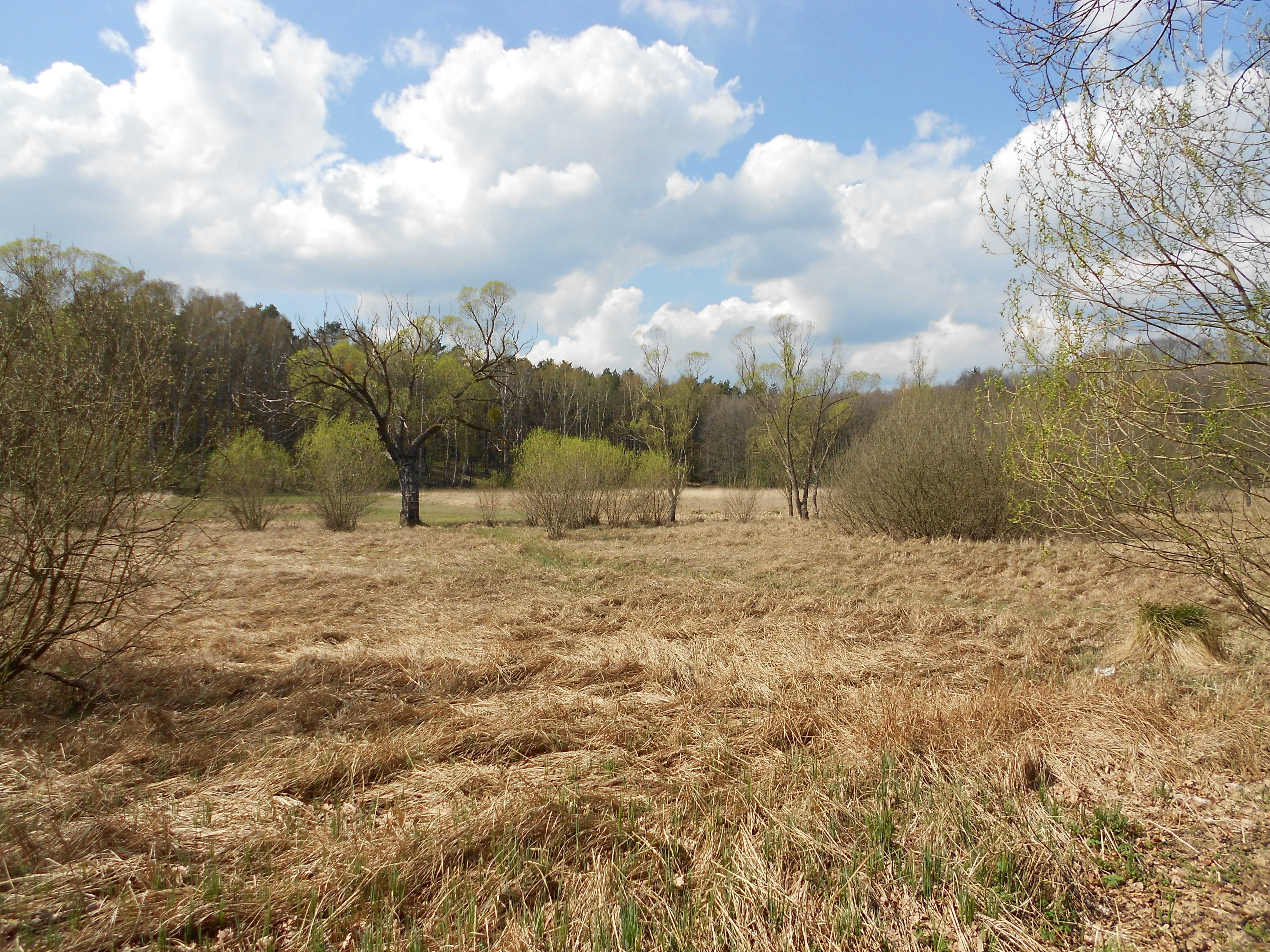
Místo kde se odehrála třetí vražda, vedle ulice Wildparkstraße
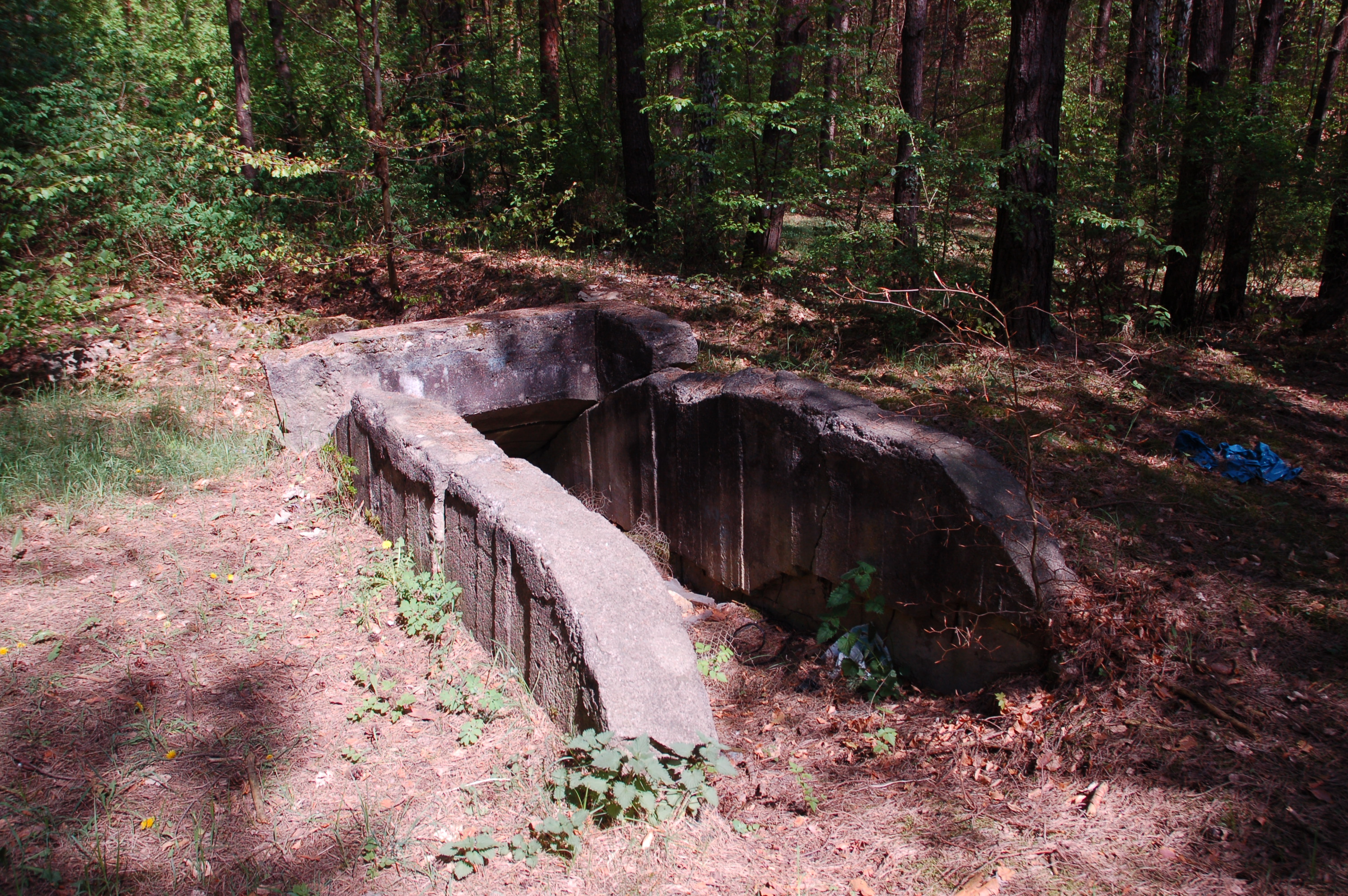
„Francouzský bunkr“ byl poslední známou lokalitou prvních obětí
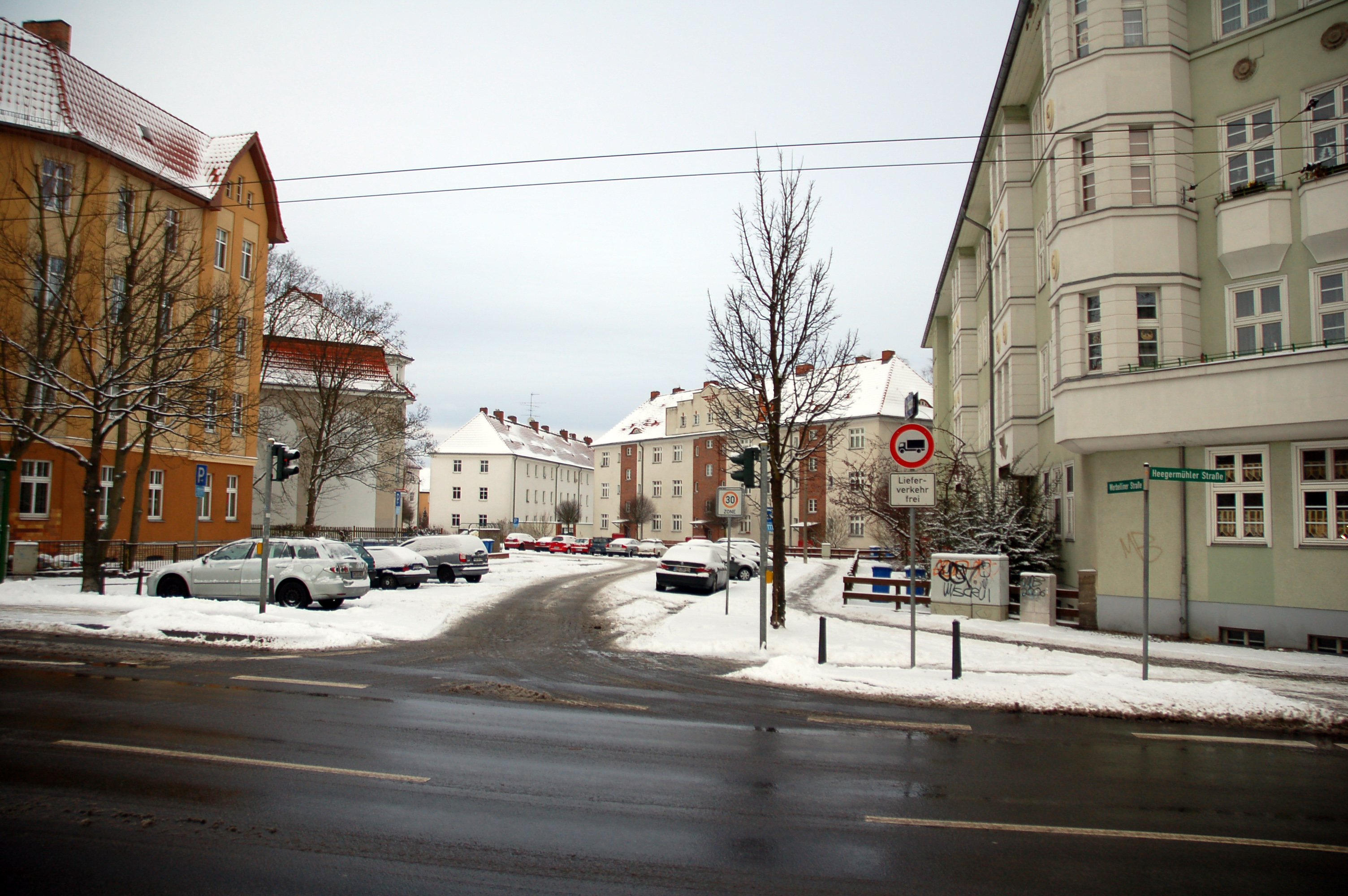
Vpravo dům vraha, 1 km od místa vražd
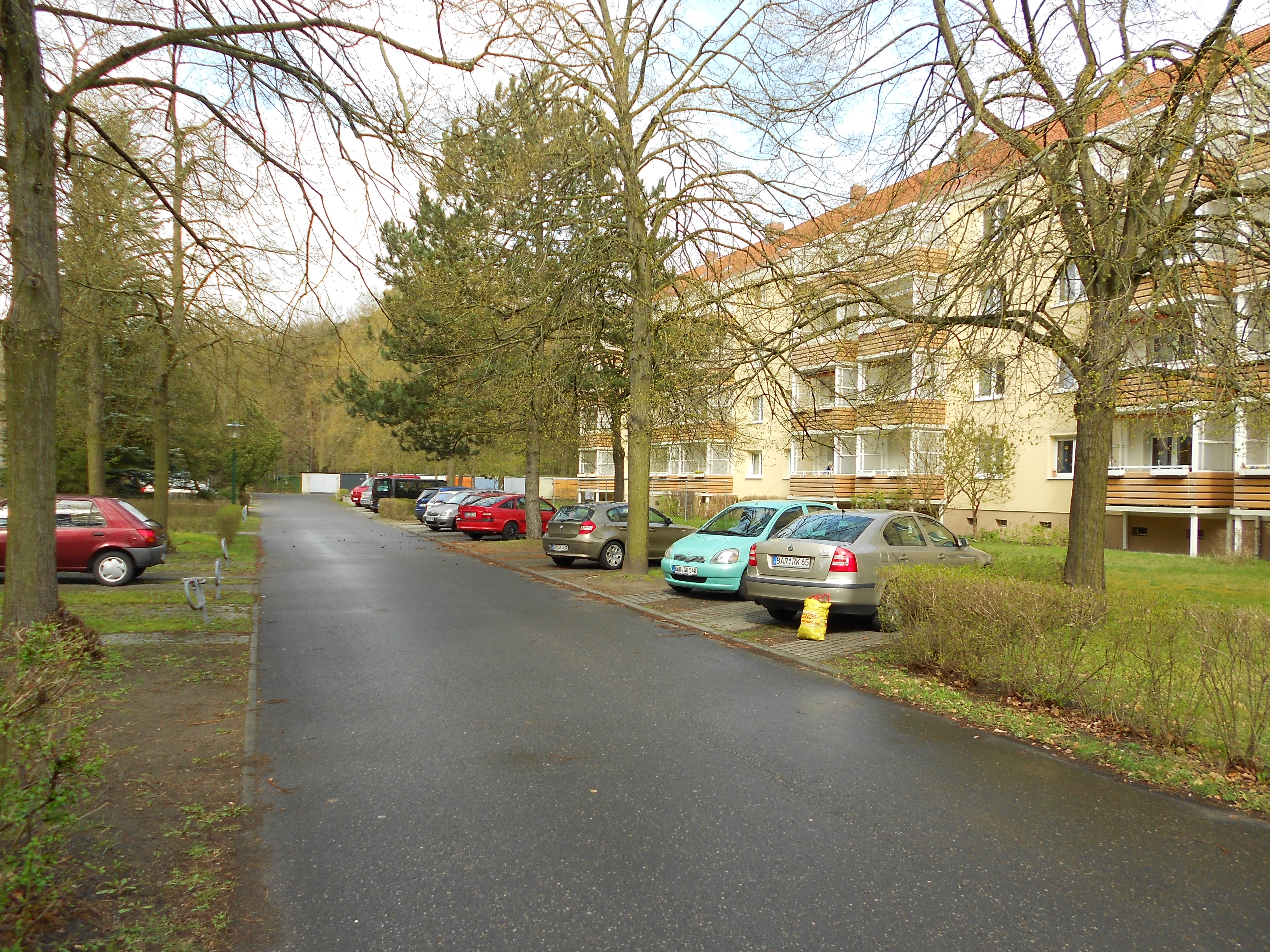
Třetí oběť žila v tomto bytovém domě (stará budova) ve Wildparkstraße
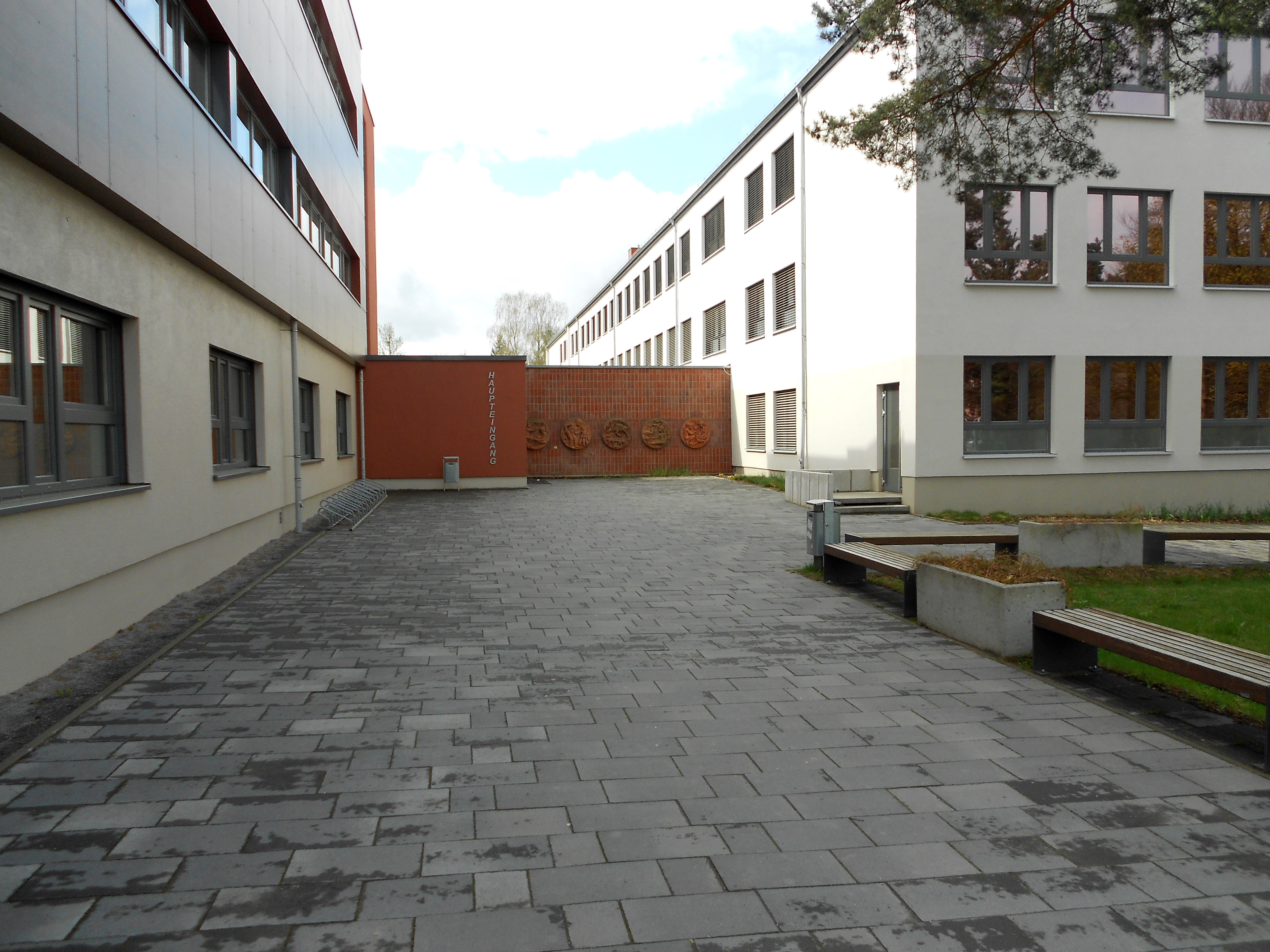
Oběti chodily do této školy, kde probíhaly také policejní rozhovory
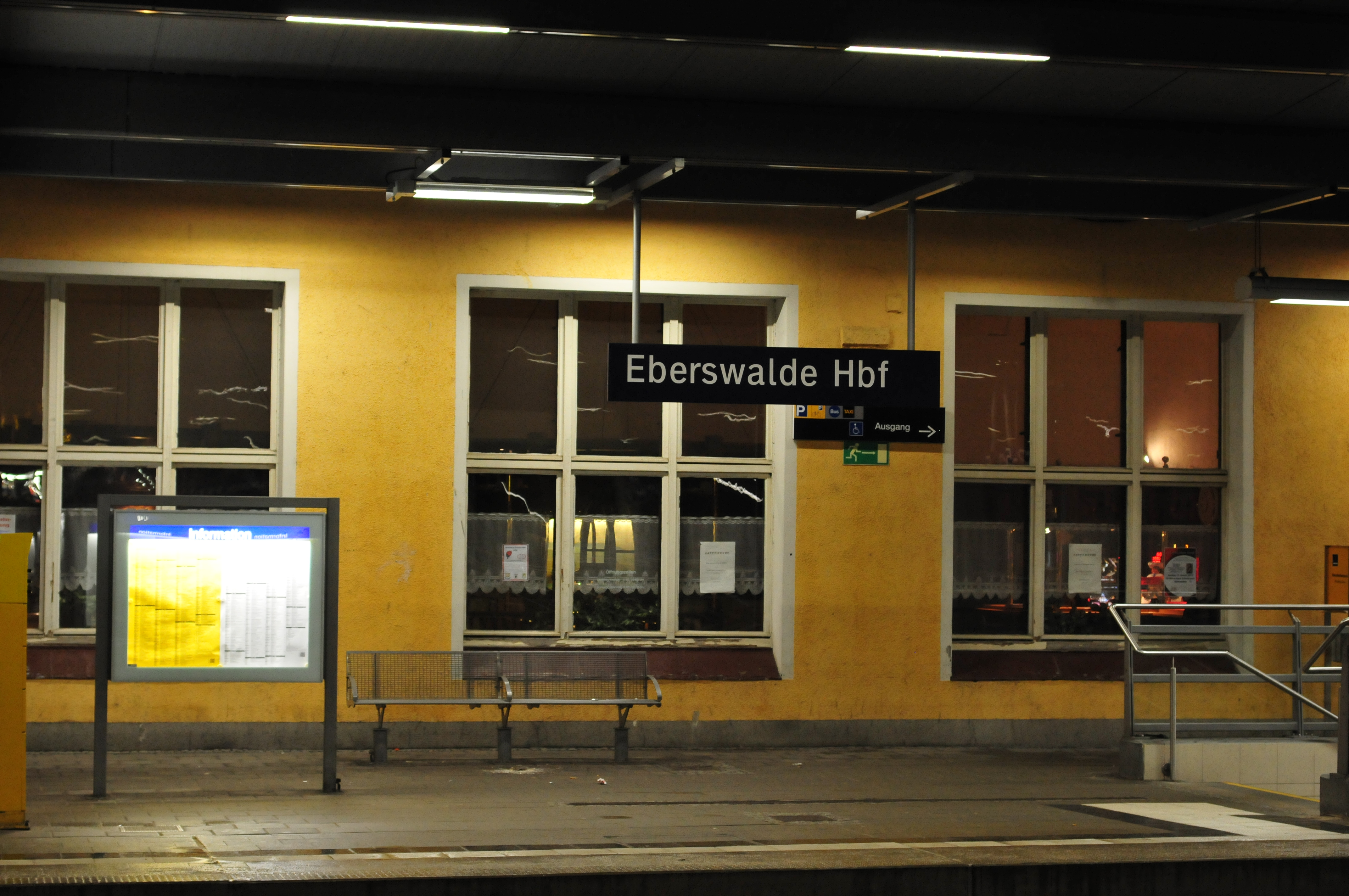
Zde se nacházela restaurace Mitropa, ve které Hagedorn působil jako učeň

## Filmografie
- Die großen Kriminalfälle: Tod einer Bestie – Der Fall Hagedorn, 2001 (Německo)